# Pierre Cambronne
Pierre Jacques Étienne Cambronne, Viconte de Cambronne, (n. 26 decembrie 1770, Nantes, Franța – d. 29 ianuarie 1842, Nantes, Franța), a fost un general francez al perioadei revoluționare și napoleoniene.